# 阿部邦一
阿部 邦一（あべ くにいち、1899年12月5日 - 1988年3月14日）は、日本の内務官僚、政治家、弁護士。徳島県知事を務めた。

## 経歴
1899(明治32)年に麻植郡鴨島町牛島に生まれる。旧制徳島中学校を卒業後、旧制第一高等学校を経て東京帝国大学法学部卒業。
在学中に高等文官試験行政科に合格し、卒業後内務省に入省。戦前においては、石川県河北郡長、大阪府警察部調停課長、兵庫県都市計画課長・学務部学務課長、鹿児島県経済部長、内務省土木局道路課長、愛知県内務部長、三重県書記官・総務部長などをつとめ、戦後は 1951年、公選第二代目の徳島県知事に就任する（在任期間1951年 - 1955年）。高度経済成長期の産業構造を見通した県政運営を行った。

## 業績
長安口ダム及び日野谷発電所の建設
那賀川特定地域総合開発計画による諸事業の中核となるものである。知事を退任して2年後、長安口ダムと日野谷発電所は相次いで完成し、那賀川下流の電源開発がなされ、産業の基盤となった。
国内初のフェリーボートの就航
鳴門と淡路島の福良を渡る国内初のフェリーボートを就航させた。